# Феррини, Контардо
 Конта́рдо Ферри́ни  (итал. Contardo Ferrini; 4 апреля 1895, Милан, Ломбардо-Венецианское королевство — 17 октября 1902, Суна, Новара, Италия) — блаженный Римско-Католической Церкви, мирянин, юрист, общественный деятель Италии, член третьего францисканского ордена (терциарий).

## Биография

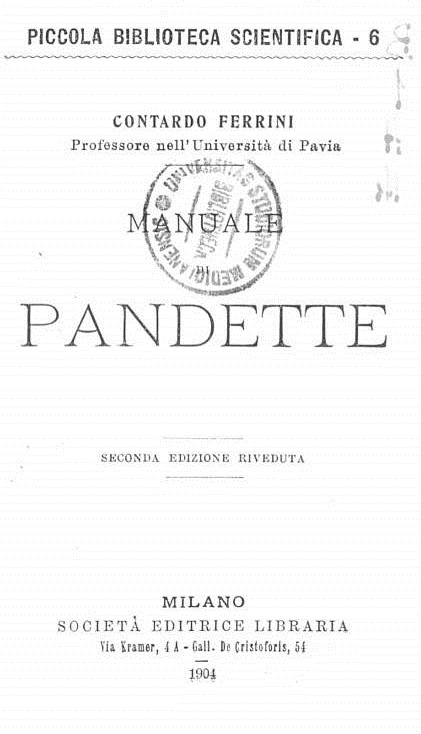
Manuale di Pandette, 1904

С 1876 по 1880 год изучал юриспруденцию в Университете города Павии, с 1880 по 1882 год продолжил своё обучение в Берлине, Германия. После окончания обучения преподавал юриспруденцию в различных университетах Италии. Его имя, прежде всего, связано с Университетом города Павии, где он проработал с 1884 года до самой своей смерти в 1902 году.
Во время секуляризации итальянского общества, когда итальянская интеллигенция в своём большинстве придерживалась антиклерикальных взглядов, занимаясь общественной деятельностью, заботился о развитии связей между обществом и Церковью. Будучи членом благотворительного общества для мирян «Конференция святого Викентия де Поля», занимался благотворительной деятельностью. Вступив в члены третьего францисканского ордена для мирян, принёс обет целомудрия.
Занимался научной и литературной деятельностью, опубликовав многочисленные труды по римскому праву и сборники стихотворений и молитв. Оставил после себя многочисленную переписку. Умер 17.10.1902 года и был похоронен в часовне Святейшего Сердца Иисуса в университете Милана.

## Прославление
13.04.1947 года был причислен к лику блаженных римским папой Пием XII.
День памяти в Католической церкви — 17 октября.

## Источник
Католическая Энциклопедия, т.2, изд. Францисканцев, М., 2005, стр. 1258, ISBN 5-89208-054-4